# نماتانتوس
نماتانتوس سرده‌ای از گیاهان گلدار از تیرهٔ جسنریان است. همهٔ گونه‌های آن بومی برزیل هستند.

## نگارخانه

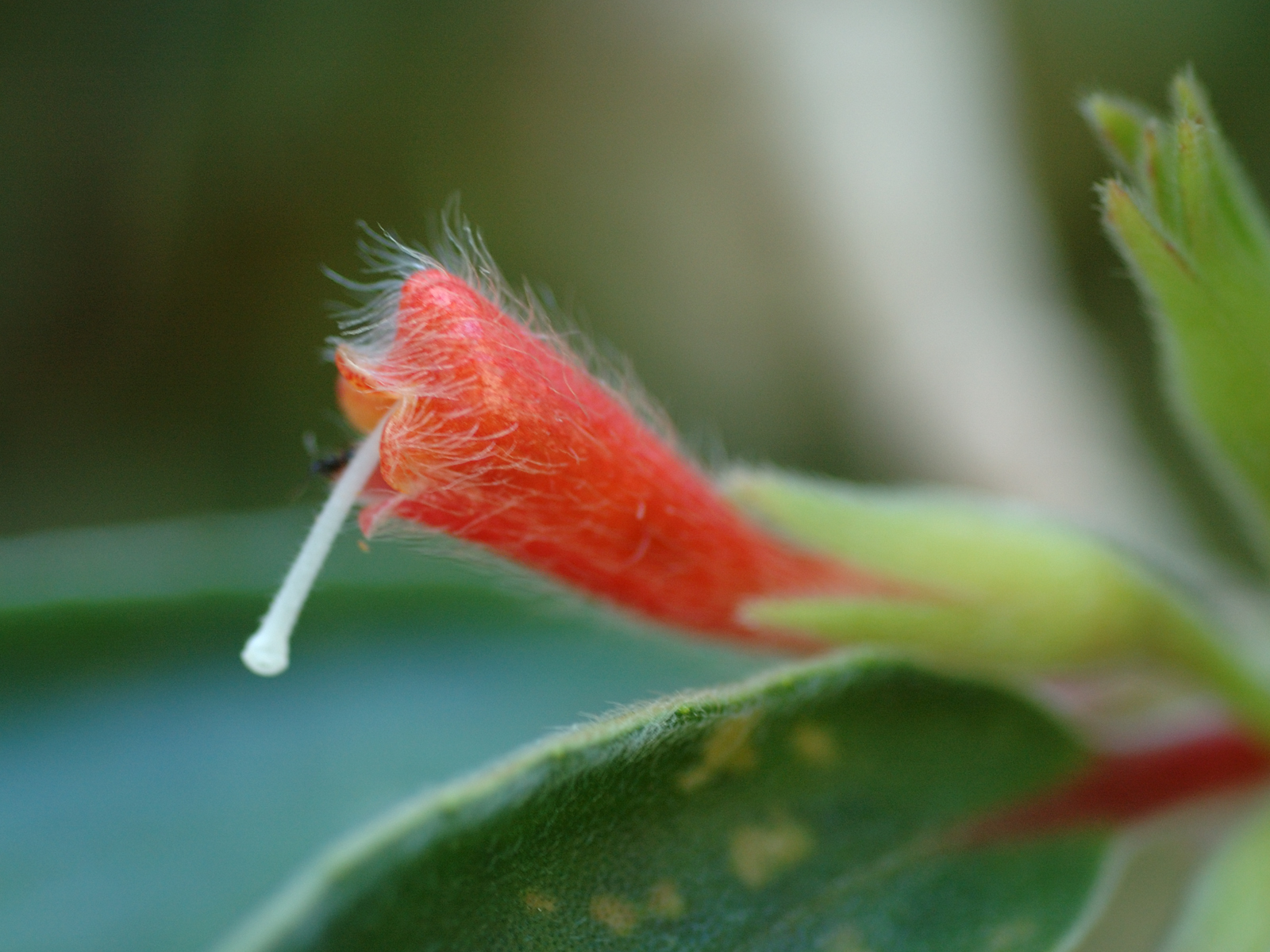
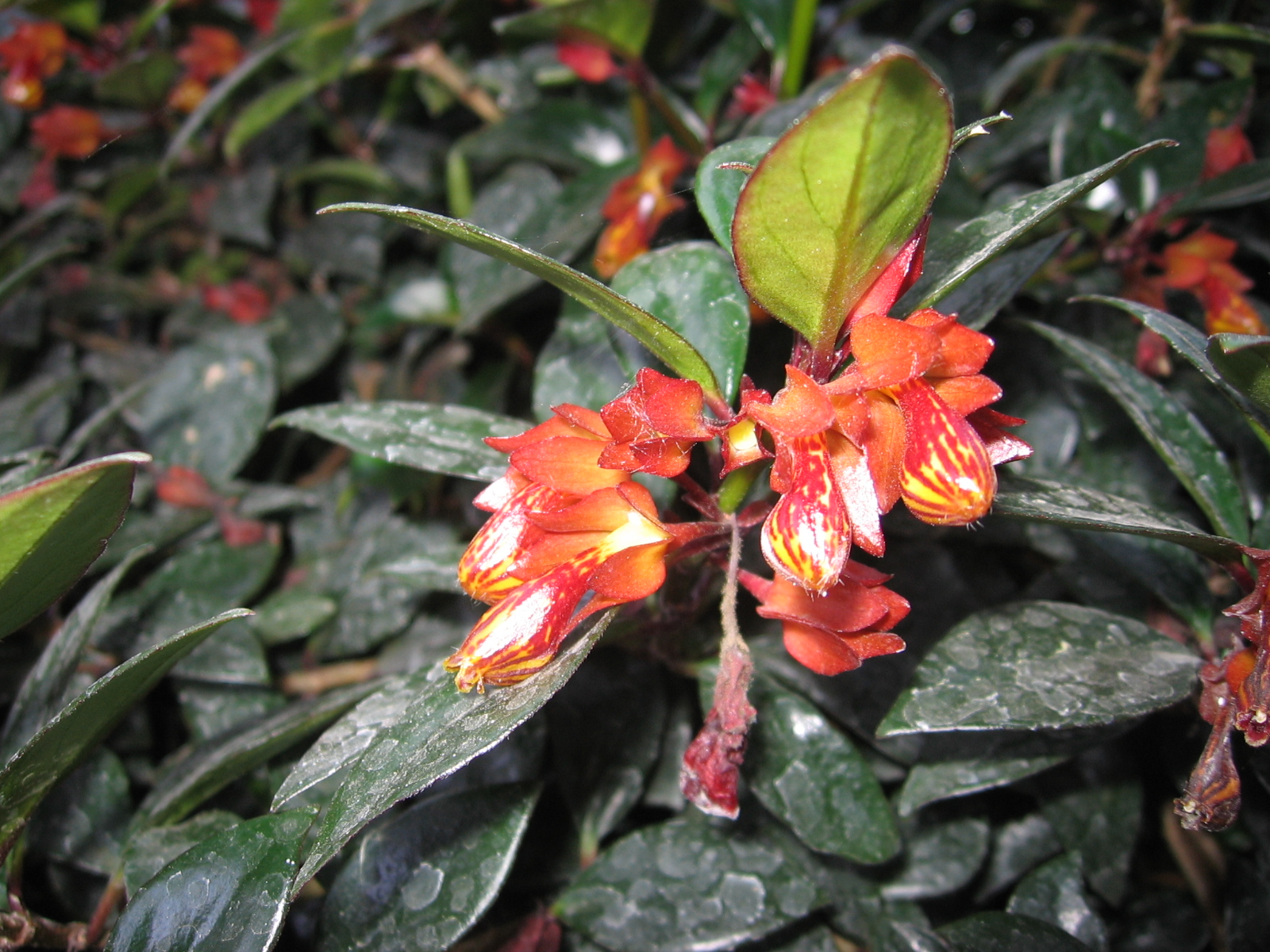
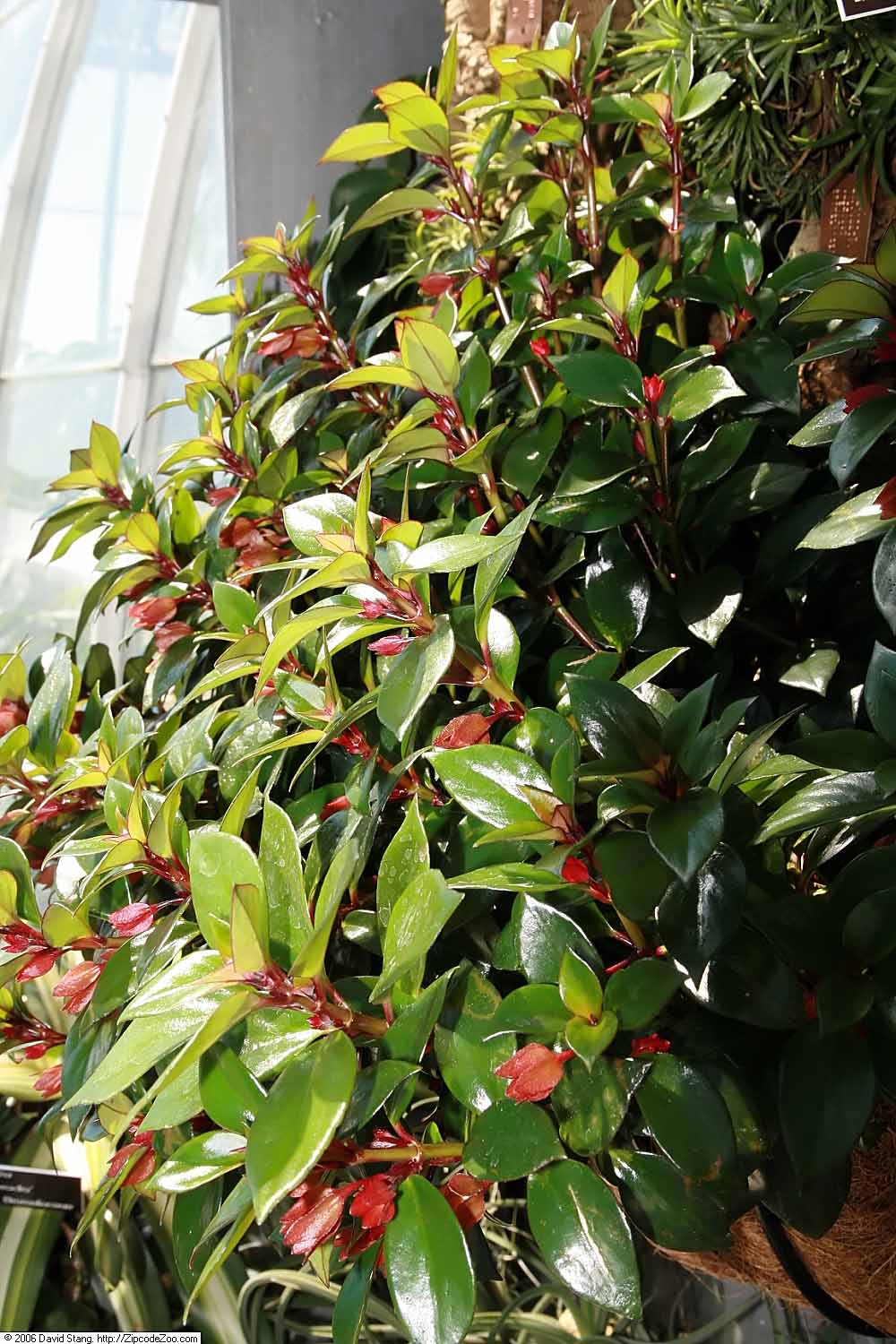
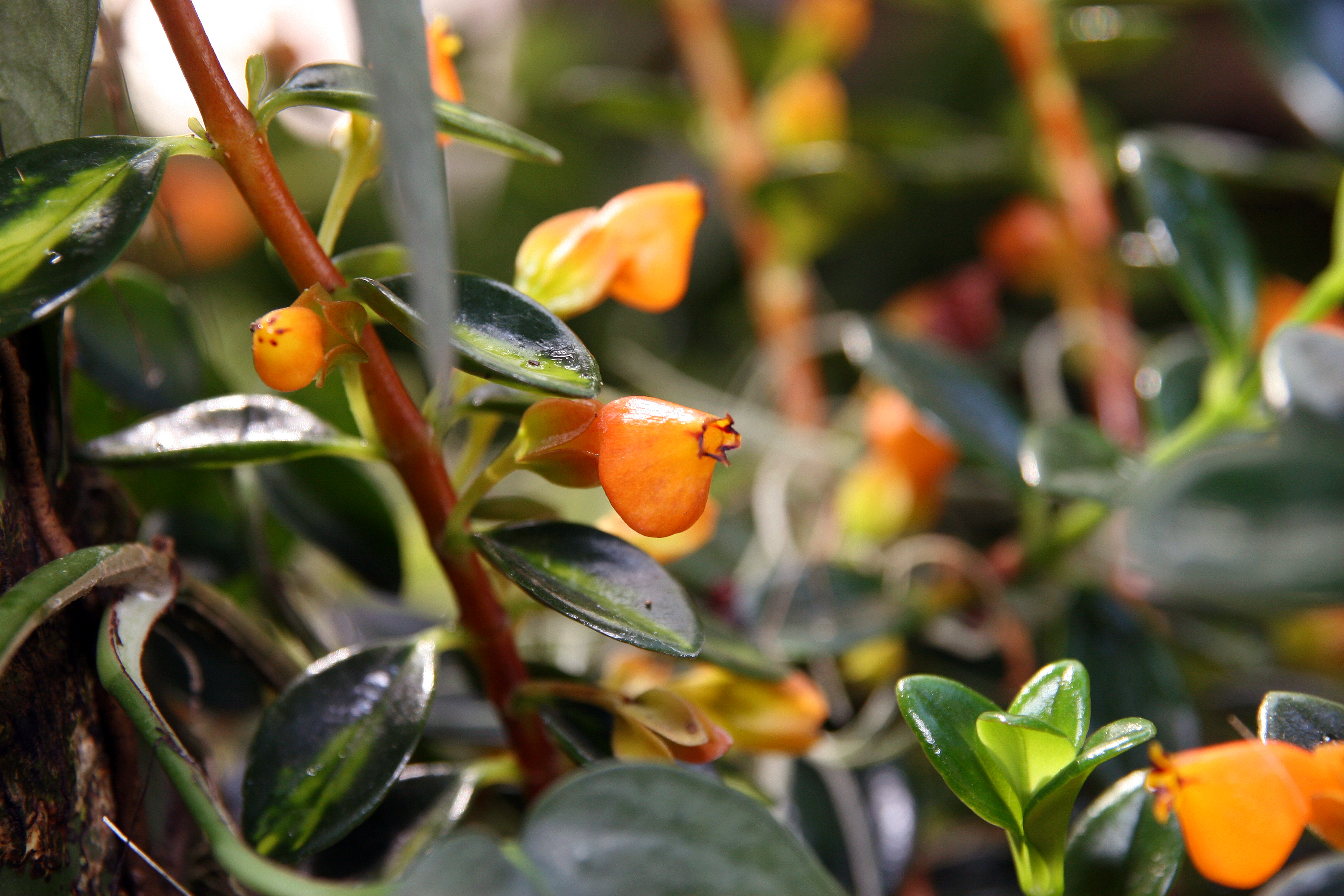